# Валентина Дагене
Валентина Дагене (нар. 18 грудня 1954, Куйбишевськ, Таджикистан) — литовська науковиця, педагог, інформатик. Доктор інформатичних наук.

## Життєпис
Народилася у вигнанні в седищі Куйбишевськ Хатлонської області Таджицької РСР. 1956 року попри заборону повернулася до Литви з матір'ю та бабусею. 
|  | Моя мати й бабуся повернулися на батьківщину в 1956 році. У Таджикистані їм видали паспорти та сказали: „Ідіть куди хочете, але не до Литви“. Брати моєї матері поїхали до Сибіру та Молдови, а моя бабуся твердо вмовляла маму: „Візьми мене до Литви! Я більше нікуди не поїду!“ Я знаю, що коли ми повернулися, ми довго не реєструвались. Хоча я добре читала, не могла піти до першого класу. Якщо ви не зареєстровані, то вас не існує.. |

Навчалася у Варнянській середній школі (Тельшійський район). 1978 року закінчила Вільнюський університет прикладної математики, 1993 року — Університет Вітовта Магнуса (здобула докторський ступінь з інформатики).
З 1978 року працювала в Інституті математики та кібернетики (з 1990 року Інститут математики та інформатики), з 2002 року — завідувачка кафедри методики інформатики; з 2005 року старша наукова співробітниця. 1992–2002 — викладачка Вільнюського педагогічного університету, з 1998 року викладачка Вільнюського університету ; з 2007 року професор.
У 1993 році Дагене стала науковою керівницею Школи молодих програмістів Інституту математики та інформатики, з 2004 року очолює Оргкомітет Литовської шкільної олімпіади з інформатики. Впродовж 1993–1996 років головує в експертній комісії з інформатики Міністерства освіти і науки.
9 вересня 2016 року Валентина Дагене провела наймасовіший урок програмування у світі, який внесено до Книги рекордів Гіннеса.

## Наукова діяльність
Валентина Дагене є засновницею та головною редакторкою двох міжнародних наукових журналів «Інформатика в освіті» та «Олімпіади з інформатики».
Найважливіші сфери діяльності: формування напрямів інформатики та впровадження інформаційних технологій у школі, розробка та систематизація термінології, технологічних засобів та методів програмування (алгоритмічного) викладання, науково-дослідні та експериментально-конструкторські роботи з локалізації навчально-методичного програмного забезпечення.
Валентина Дагене створила структуру викладання інформатики в загальноосвітніх школах, сформувала напрями розвитку, підготувала навчальні посібники. У 2004 році ініціювала Міжнародний конкурс з інформатики та комп'ютерної грамотності «Бобер», який 2015 року виборов перемогу та премію асоціації Informatics Europe за кращу практику в галузі освіти за 2015 рік, присвячену ініціативам, що сприяють освіті з інформатики в початкових та середніх школах . Очолювала розробку понад 10 литовських (локалізованих) пакетів комп'ютерних програм, близько 30 національних та міжнародних експериментальних проєктів розвитку. 
Авторка понад 150 наукових статей та понад 100 науково-популярних статей про освіту та комп'ютеризацію навчальних програм. Підготувала понад 60 книг з інформатики (частина зі співавторами), близько половини — підручники.

## Визнання
- 2007 рік Литовська наукова премія
- 2011 рік Золота медаль Цюріхського університету за внесок у освіту з інформатики
- 2016 рік нагорода Святого Крістофера за заслуги в освіті[5]
- 2016 рік Лицарський хрест ордена великого князя Гедіміна Литовського[6]